# Schlotfeld
Schlotfeld er en by og kommune i det nordlige Tyskland, beliggende i Amt Itzehoe-Land under Kreis Steinburg. Kreis Steinburg ligger i den sydvestlige del af delstaten Slesvig-Holsten.

## Geografi
Schlotfeld ligger seks kilometer nordøst for Itzehoe. Vandløbene Schlotfelder Graben og Rantzau løber gennem kommunen. Bundesstraße B77 og B206 går gennem kommunen. Ud over byen Schlotfeld ligger bebyggelserne Amönenwarte, Mühlenweg, Ösau og Rothenmühlen i kommunen. Fra 1889 til 1975 havde Schlotfeld station på jernbanen mellem Wrist og Itzehoe.